# Ahrensbök
Ahrensbök (plattdeutsch Ahrensböök) ist eine Gemeinde im Kreis Ostholstein in Schleswig-Holstein. Die Landesraumordnung weist sie als sogenannten ländlichen Zentralort aus.

## Geografie

### Geografische Lage
Das Gemeindegebiet von Ahrensbök erstreckt sich im südöstlichen Teil der naturräumlichen Haupteinheit Ostholsteinisches Hügel- und Seenland (Nr. 702) nordwestlich von Lübeck. Die Trave entspringt bei der im Gemeindegebiet gelegenen Ortschaft Gießelrade.

### Gemeindegliederung
Statistisch/Siedlungsgeografisch ist das Gemeindegebiet von Ahrensbök in mehrere Wohnplätze gegliedert. Neben dem Hauptort gleichen Namens befinden sich auch die Dörfer Barghorst, Böbs, Cashagen, Dakendorf, Dunkelsdorf, Gießelrade, Gnissau, Grebenhagen, Havekost, Holstendorf, Lebatz, Schwienkuhlen, Schwochel, Siblin und Tankenrade, die Häusergruppen Barghorster Moor, Bokhof, Brauner Hirsch, Flörkendorf, Gnissauer Heckkaten, Haarberg, Lebatzer Heckkaten, Schwinkenrade, teilweise Steenkrütz, Steinberg, die Haussiedlungen Moose und Talmühle, sowie die Hofsiedlungen Birkenhof, Brauner Heckkaten, Diestelkamp, Glashütte, Heikenweide, Istkuhle, Kattenberg, Krögen, Tankenrader Berg und Wohld im Gemeindegebiet. Weitere Höfesiedlungen sind Dakendorfer Gründen, Grebenhagener Gründen und Redderkate. Als Streusiedlungen bezeichnet sind Spechserholz, Vorwerk Ahrensbök und Vorwerk Neuhof erfasst.

### Nachbargemeinden
Das Gemeindegebiet von Ahrensbök ist umgeben von den Gebieten der nachfolgend genannten Gemeinden (im Uhrzeigersinn, beginnend im Norden):
Bosau, Süsel, Scharbeutz, Stockelsdorf (alle Kreis Ostholstein), Pronstorf, Wensin, Travenhorst, Seedorf und Glasau (alle Kreis Segeberg).

### Geologie
Das Gemeindegebiet ist von Endmoränen geprägt, die während der Weichsel-Kaltzeit oder voraus gegangener Eiszeiten aufgeschüttet worden sind.

## Geschichte
Ahrensbök wurde 1280 nach der Errichtung einer Wallfahrtskapelle gegründet. Im Jahre 1328 erfolgte die erstmalige Erwähnung des Ortes in einer Urkunde. 1348 wütete die Pest im Ort. Bereits 1397 wurde mit dem Kloster Ahrensbök ein Kartäuserkloster (Kartause) gegründet. Die wachsende Bedeutung Ahrensböks schlug sich z. B. 1564 in der Gründung des Amtes Ahrensbök als weltlicher Verwaltungsbezirk und der zwischen 1593 und 1601 erfolgten Errichtung eines Schlosses an der Stelle des heutigen Rathauses in Ahrensbök nieder. Von 1623 bis 1636 war Ahrensbök Residenzort des kleinen Herzogtums Schleswig-Holstein-Sonderburg-Plön. 1746 wurden die Untertanen durch den Plöner Herzog Friedrich Karl aus der Leibeigenschaft entlassen; 1765 erfolgte der Abbruch des Ahrensböker Schlosses.
Im Jahr 1791 wurde ein Vieh- und Pferdemarkt errichtet, der seit 1832 durch einen regelmäßigen Wochenmarkt abgelöst wurde. Im Jahre 1826 wurde an der Stelle des ehemaligen Schlosses das Ahrensböker Amtshaus errichtet. Im Deutsch-Dänischen Krieg 1864 geriet Ahrensbök für kurze Zeit unter österreichische, dann unter preußische Herrschaft. 1867 wurde ein Amtsgericht eingerichtet. Im gleichen Jahr, nach dem Preußisch-Österreichischen Krieg und dem Prager Frieden im August 1866, erhielt das Großherzogtum Oldenburg das Amt Ahrensbök als Ausgleich für Erbansprüche auf das nunmehr preußische Holstein und wurde damit Teil des Fürstentums Lübeck.
Am 3. September 1872 fielen bei einem großen Brand in Ahrensbök 22 Wohnhäuser und 10 Nebengebäude den Flammen zum Opfer. Im Jahre 1879 wurden das Amt Ahrensbök zugunsten des Kreises Eutin aufgelöst und das Gebiet in zwei Gemeinden, die Fleckengemeinde und die Landgemeinde Ahrensbök aufgeteilt. Bereits im Jahr 1886 wurde die Bahnstrecke Pönitz–Ahrensbök feierlich eröffnet. Im Jahre 1912 erhielt Ahrensbök den Status einer „Stadt II. Klasse“. 1928 erfolgte der Bau der Privatschule in der Lindenstraße (ab 1950 Mittelschule/Realschule). Im selben Jahr feierte der Ort das 600-jährige Bestehen. Im Jahre 1933 verlor Ahrensbök das Stadtrecht und gestaltete sich zur Gemeinde mit 19 Dorfschaften in den heutigen Grenzen, das Amtsgericht wurde aufgelöst. Im Jahre 1937 wurde der Ort durch das Groß-Hamburg-Gesetz als Teil des oldenburgischen Landesteils Lübeck in die preußische Provinz Schleswig-Holstein eingegliedert.
In den frühen 1930er Jahren war Wolfgang Saalfeldt, Arzt und NSDAP-Kreisleiter in Eutin, Protagonist der nationalsozialistischen Partei in Ahrensbök. Er vertrat die Interessen der Partei in der Öffentlichkeit und betätigte sich in der Mitgliederwerbung. Vom 3. Oktober 1933 bis zum 9. Mai 1934 befand sich auf dem Gelände der heutigen Gedenkstätte Ahrensbök das wilde KZ Ahrensbök.
Im April 1945 wurden jüdische Häftlinge aus dem Auschwitz-Nebenlager Fürstengrube auf dem „KZ Fürstengrube-Todesmarsch“ durch Ahrensbök getrieben. Nach dem Zweiten Weltkrieg wurden tausende Vertriebene und Flüchtlinge aufgenommen. Die Einwohnerzahl stieg von 5.063 (1939) auf 10.169 (1950) Einwohner.
Durch die Gebietsreform 1970 wurde Ahrensbök mit dem Kreis Eutin Bestandteil des Kreises Ostholstein. 1972 wurde die Grund- und Hauptschule als Dörfergemeinschaftsschule eingeweiht, bei gleichzeitiger Auflösung der einzelnen Dorfschulen. 1982 wurde die ZOB-Anlage in der Lindenstraße erbaut. Seit März 1985 hat die Gemeindeverwaltung ihren Sitz im neuen Rathaus, nahe der Stelle, an der sich früher das Ahrensböker Schloss und das Amtshaus (1826–1983) befunden haben. 1988 wurde die Eisenbahnstrecke stillgelegt.

## Politik

### Gemeindevertretung
Die Wahl zur Gemeindevertretung 2023 führte zu dem in nebenstehenden Diagrammen dargestellten Ergebnis:
| Gemeindevertretungswahl Ahrensbök 2023 %50403020100 44,6 %25,9 %15,6 %13,6 % CDUSPDFWGFDPGewinne und Verlusteim Vergleich zu 2018 %p 4 2 0 −2 −4 −6 −8+1,3 %p−6,1 %p+1,6 %p+2,9 %pCDUSPDFWGFDP | Sitzverteilung in der Gemeindevertretung Ahrensbök seit 2023Insgesamt 22 Sitze - SPD: 6 - FWG: 3 - FDP: 3 - CDU: 10 |

Bürgervorsteherin ist Karin Beythien (CDU).

### Bürgermeister
Seit dem 1. Februar 2012 ist Andreas Zimmermann (parteilos) Bürgermeister von Ahrensbök. Er setzte sich in der Bürgermeisterwahl am 10. September 2023 mit 84,0 Prozent gegen seinen Gegenkandidaten Patrick Bläser (16,0 Prozent) durch und trat daraufhin seine dritte Amtszeit an.

### Partnergemeinden
Die Partnergemeinden von Ahrensbök sind Grevesmühlen in Mecklenburg-Vorpommern (seit 1990), die in Polen gelegene Kleingemeinde Grzmiąca/Gramenz (seit 1991) sowie die französische Gemeinde Saint-Savinien (seit 1992). In der Schleswig-Holstein Topographie von 2001 wird auch noch Nørre Alslev in Dänemark genannt, diese ist jedoch seit der dänischen Verwaltungsreform vom 1. Januar 2007 keine eigenständige Gemeinde mehr. Dennoch erinnert bis heute die Straße Nørre-Alslev-Ring an diese einstige Partnergemeinde. 
1995 (Diplom) bzw. 1998 (Fahne) erhielt die Gemeinde Ahrensbök für ihre diesbezüglichen Bemühungen den Europapreis.

### Wappen
Blasonierung: „In Silber eine bewurzelte grüne Buche, belegt mit einem goldenen Schild, darin ein abgerissener, rotbewehrter schwarzer Adlerkopf.“
Die geschichtliche Entwicklung Ahrensböks geht auf eine der heiligen Maria geweihten Wallfahrtskapelle im 12. bzw. 13. Jahrhundert zurück. Der Überlieferung nach soll hier einem Pilger, während er über die holprigen Waldwege von Plön nach Lübeck zog, im Wipfel einer riesigen Buche die heilige Jungfrau Maria erschienen sein („ein Wunderbild in hellem Glanze“). In der Buche soll sich auch ein Adlernest befunden haben. Die Stelle der Erscheinung wurde zum Pilgerort und es entstand hier die Wallfahrtskapelle. Der Adler in der Buche gab Ahrensbök den Namen. Auch im redenden Wappen der Gemeinde ist der Adler in der Buche zu finden. Es zeigt eine bewurzelte Buche, belegt mit einem Schild, darin ein abgerissener Adlerkopf. Die 19 Wurzeln des Buchenstammes symbolisieren die zur Gemeinde gehörenden 19 Dorfschaften.

## Wirtschaft und Infrastruktur

### Wirtschaft

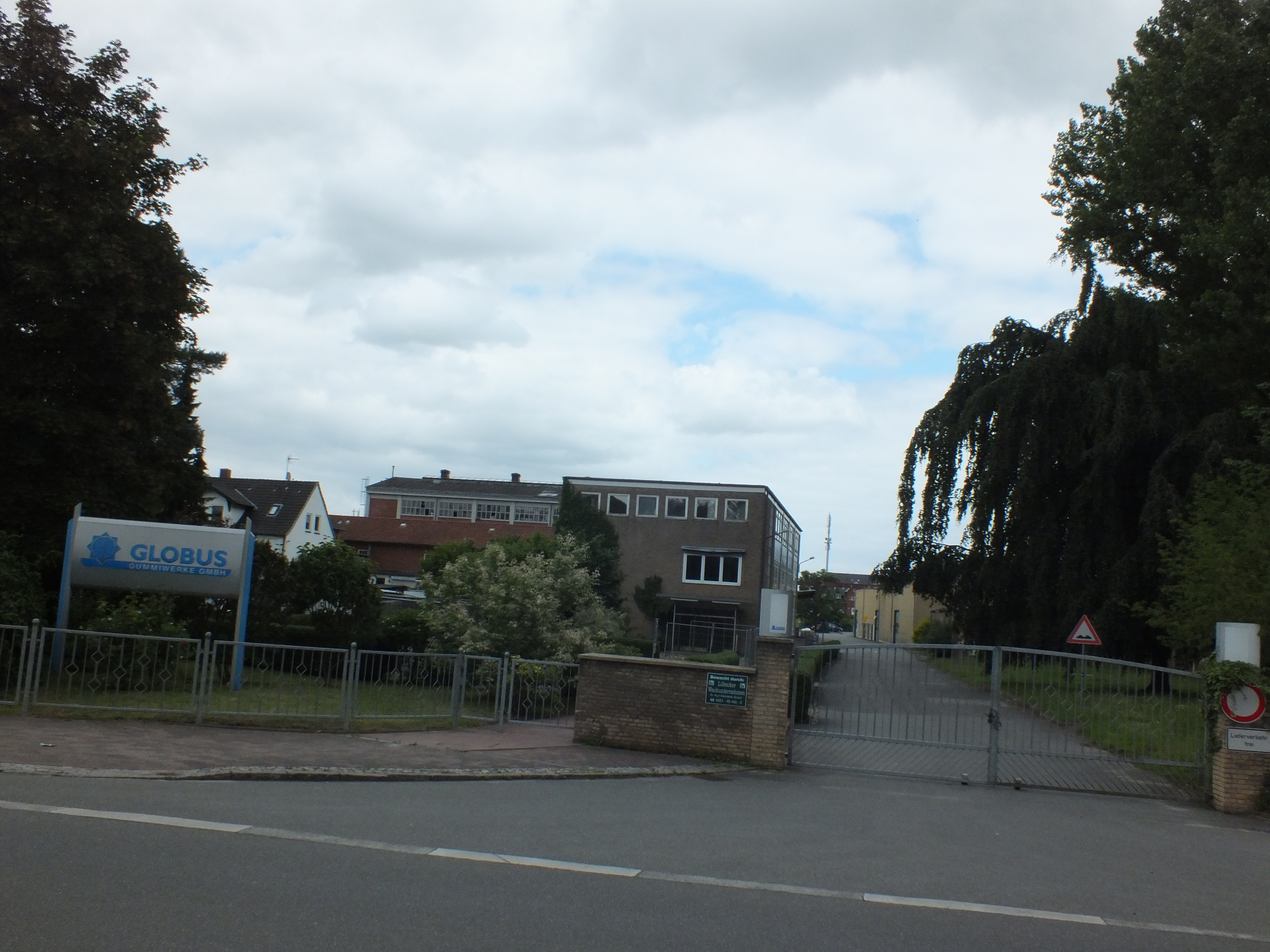
Die Globus-Gummiwerke in Ahrensbök

Das Gebiet der Großgemeinde ist überwiegend durch Landwirtschaft geprägt. Im am Rande liegenden Baugebiet von Ahrensbök befindet sich die einzige Gummifabrik Schleswig-Holsteins, die Globus-Gummiwerke GmbH. Die Globus-Gummiwerke wurden 1906 gegründet und etwa 55 Prozent der Produktion werden gegenwärtig ins Ausland exportiert. Die Produktion ist hauptsächlich auf Dichtungen für Aerosol-Sprühdosen ausgerichtet, aber auch Materialien für die Automobil- und Textil-Industrie werden hier gefertigt. 2012 wurde die Fabrik ausgebaut und um eine große Industriehalle erweitert. Bei der Firma waren 2012 über 225 Mitarbeiter beschäftigt. Ab dem 1. Juli 2014 firmierte die Gummifabrik unter dem Namen Poppe Ahrensbök GmbH, seit 2016 als Globus Gummiwerke GmbH.

### Bildung
In Ahrensbök gibt es die Arnesbokenschule, eine Grund- und Gemeinschaftsschule mit Förderzentrum. Im Schuljahr 2019/2020 wurden 578 Schüler in 27 Klassen unterrichtet. Zusätzlich wurden vom Förderzentrum 22 Schüler betreut. Im ältesten Abschnitt, welcher früher die Realschule beherbergte, befand sich zuvor das KZ Ahrensbök.
Am nördlichen Ortsrand befindet sich das Ausbildungszentrum des Bauindustrieverbandes Hamburg Schleswig-Holstein. Für den überbetrieblichen Teil der Ausbildung zum Maurer, Beton-/Stahlbetonbauer, Kanalbauer und Straßenbauer entsenden die Betriebe der schleswig-holsteinischen Bauwirtschaft ihre Auszubildenden nach Ahrensbök.

### Verkehr
Ahrensbök liegt an der Bundesstraße 432 von Hamburg über Bad Segeberg nach Scharbeutz an der Lübecker Bucht.
Am 10. Mai 1886 wurde in Ahrensbök der bis heute verbliebene Bahnhof erbaut. Damit wurde auch die Bahnstrecke Pönitz–Ahrensbök eröffnet. Am 23. Mai 1954 hat man den Personenverkehr eingestellt. Am 29. Mai 1988 wurde die Bahnstrecke stillgelegt. Außerdem hatte die Bahnstrecke Pönitz–Ahrensbök zwei weitere Haltestellen: den Bahnhof in Holstendorf und den Haltepunkt Brauner Hirsch, der etwa vier Kilometer von Ahrensbök entfernt war.

## Kultur und Sehenswürdigkeiten

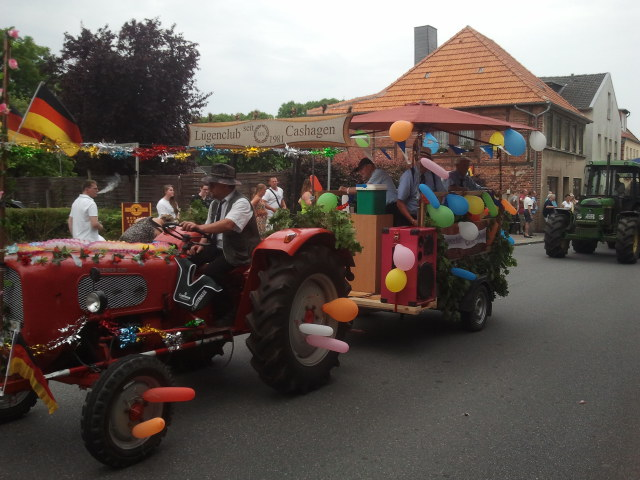
Volksfestumzug auf der Lübecker Straße in Ahrensbök

In der Liste der Kulturdenkmale in Ahrensbök stehen die in der Denkmalliste des Landes Schleswig-Holstein eingetragenen Kulturdenkmale.

### Weitere Sehenswürdigkeiten
- Eine weitere Sehenswürdigkeit stellt der Wasserturm Ahrensbök dar. Er wurde 1976 erbaut, ist 45 m hoch und ist aufgrund seines modernen Baustils überall in der Region bekannt. Er ist der jüngste Wasserturm Schleswig-Holsteins. Er befindet sich etwas außerhalb der Ortsgrenze von Ahrensbök, rund 60 Meter neben der Bundesstraße 432 (Segeberger Chaussee, Teilstück Ahrensbök–Bad Segeberg).
- Die Reste der Burg Schwinkenrade im Dorf Böbs
- Die Reste der Turmhügelburg Havekost im Dorf Havekost
- Das 1792 erbaute Gehöft Flörkendorf liegt etwa einen Kilometer von Ahrensbök entfernt. Um 1500 wurde von den Mönchen des Klosters Ahrensbök die Flörkendorfer Mühlenaue zu zwei Karpfenteichen (dem Flörkendorfer Teich und dem Flörkendorfer Mühlenteich) angestaut. An deren Abfluss wurde 1691 eine Wassermühle erbaut, die 1792 dann zu einem Herrenhaus erweitert wurde. Fachwerkbauweise und das dreifache Mansarddach mit Krüppelwalm machen es zu einem Denkmal norddeutscher Baukunst.
- Der an den Flörkendorfer Weg grenzende Theodor-Möller-Park liegt in der Nähe des Flörkendorfer Teiches.

### Kirchen

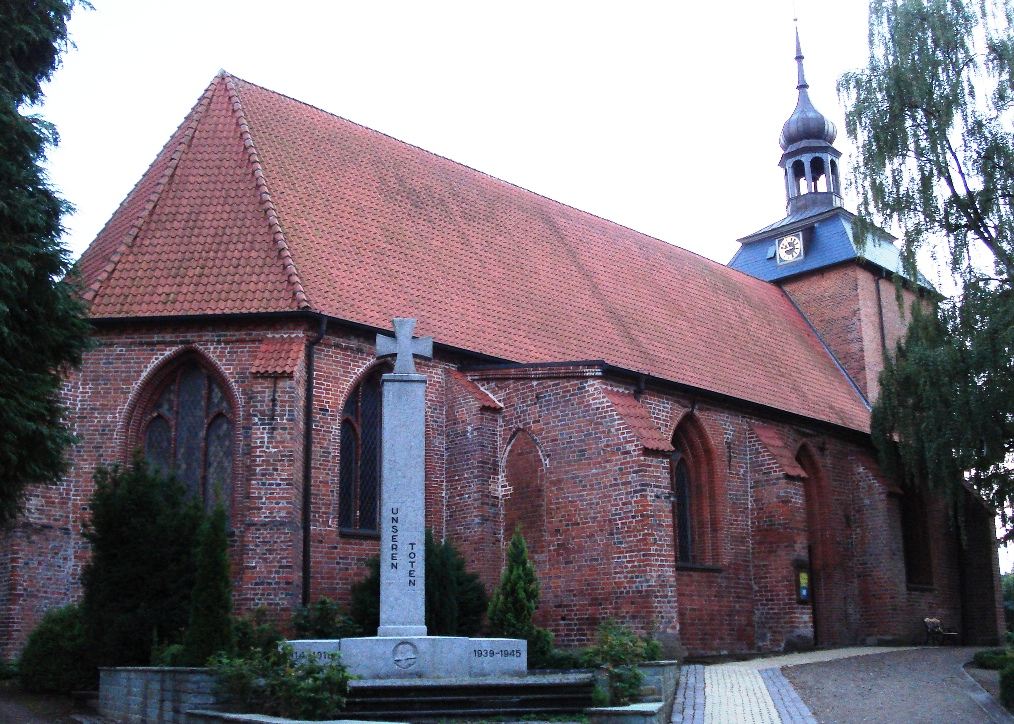
Die Marienkirche in Ahrensbök

Die evangelische Marienkirche Ahrensbök geht in ihren ältesten Bauteilen auf das Jahr 1328 zurück. Der Altar mit dem barocken Kruzifix von ca. 1680 wurde gegen Ende des 17. Jahrhunderts zum Vorbild für entsprechende Gestaltungen in anderen Kirchen des damaligen Herzogtums Schleswig-Holstein-Plön.
In den 1950er Jahren wurde die katholische Kirche „Maria Königin“ errichtet, die zur Kirchengemeinde Eutin gehörte. Inzwischen wurde die Kirche aufgegeben, entwidmet und an einen ortsansässigen Unternehmer verkauft.

### Gedenkstätte/Todesmarsch über Ahrensbök
Die Gedenkstätte Ahrensbök entstand aus einer Initiative von Bürgern. Seit dem 1. September 1999 erarbeitet eine Arbeitsgemeinschaft die Historie des Lagers. Gezeigt wird eine Dauerausstellung über den KZ Fürstengrube-Todesmarsch von 1945. Das Gebäude der Ahrensböker Gedenkstätte ist ein ehemaliges Direktionsgebäude, das 1883 erbaut wurde. Es gehörte zu dem Zeitpunkt dem Leiter einer Zuckerfabrik. 1892 gehörte das Gebäude zu einer Chemiefabrik, dann einer Aktiengesellschaft für chemische Produkte aus Berlin. 1932 vermietete der Besitzer der Fabrik das Gebäude an die Regierung in Eutin. Dort sollten dann arbeitslose Jugendliche untergebracht werden, die im Freiwilligen Arbeitsdienst tätig waren. Am 3. Oktober 1933 wurde in der heutigen Gedenkstätte das frühe Konzentrationslager eingerichtet.

### Schloss Ahrensbök
Das Schloss Ahrensbök wurde von 1593 bis 1601 im Auftrag des Herzogs Johann von Sonderburg erbaut. Im Jahr 1765 wurde es nach dem Tod von Friedrich Karl, dem letzten Herzog von Sonderburg-Plön, abgerissen. Heute ist nur noch der Umriss des Schlosses bekannt, jedoch nicht seine Architektur. An der Stelle des Schlosses befindet sich heute das Rathaus, umgeben von der Schlosswiese, auch Amtswiese genannt.

### MTV Ahrensbök
Seit 1861 ist der Männer-Turn-Verein, kurz MTV, ein eingetragener Verein. Heute ist er der größte Sportverein Ostholsteins. Im Jahr 2011 feierte der Verein sein 150-jähriges Bestehen. Er bietet viele verschiedene Sportarten wie Fußball, Handball, Leichtathletik und Badminton.

## Persönlichkeiten
- Johann Adolf von Schleswig-Holstein-Sonderburg-Plön (1634–1704), General
- Friedrich Heinrich Germar (1776–1865), lutherischer Geistlicher, Theologe und Lehrer
- Rudolf Nonnenkamp (1826–1877), Historien- und Genremaler
- Theodor Möller (1873–1953), Fotograf und Heimatforscher
- Alfred Runge (1880–1961), Architekt
- Nelly Mann (1898–1944), zweite Ehefrau Heinrich Manns
- Der Zeichner Oskar (1922–2006), eigentlich Hans Bierbrauer, hatte bis zu seinem Tod seinen Zweitwohnsitz in Lebatz[19]
- Gerhard Steen (1923–1990), Politiker (SPD)
- Jörg Wollenberg (* 30. Januar 1937 in Ahrensbök), Historiker
- Antje von Rein (* 4. März 1956 in Ahrensbök), Pädagogin, Dozentin in der Erwachsenenbildung